# Église de la Sainte-Trinité de Marsa
L'église de la Sainte-Trinité est une église catholique située dans Balbi Street à Marsa sur l'île de Malte.

## Historique
L'église de la Sainte-Trinité est d'abord celle du couvent des capucins. Sa construction et celle du couvent ont été offertes par Lorenzo Balbi et sa femme Maria Carmela Balbi ; la rue où se situe l'église, Balbi Street, porte le nom des deux bienfaiteurs,. L'architecte en est Gian Domenico Debono. 
Lorsque Marsa devient une paroisse en avril 1913, l'église de la Sainte-Trinité en devient l'église paroissiale. L'inauguration de l'église paroissiale a lieu en présence de plusieurs prélats, le Congrès eucharistique international étant à Malte à ce moment-là. 
L'église est consacrée quatre ans plus tard, le 19 avril 1917.